# Yuri Boidman
Yuri Boidman (* 2. Februar 1952) ist ein deutscher Schachspieler ukrainischer Herkunft.

## Leben
Boidman wurde trainiert vom ukrainischen Spezialisten Michail Trosman. Andere bekannte Schüler von Trosman waren Josif Dorfman und Alexander Huzman. Zwischen 1974 und 1988 gewann Boidman fünf Mal die Meisterschaft der Oblast Schytomyr. Im Jahre 1976 in Lwiw wurde er vor Nikolai Shalnev geteilter Erster beim Zonenturnier der Meisterschaft der sowjetischen Streitkräfte. Von dem Zonenturnier 1978 in Tschernowzy kehrte er ebenfalls mit dem geteilten ersten Platz zurück, im nächsten Jahr siegte er vor den Spielern wie Wladimir Karassjow und Felix Levin in Tschita. Bei der Mannschaftsmeisterschaft der Streitkräfte der UdSSR in Alma-Ata 1979 erfüllte er, für die Auswahl des Transkarpatischen Militärbezirks am dritten Brett spielend, eine Meisternorm. 1981 wurde er als Meister des Sports der UdSSR ausgezeichnet. 1993 belegte er den siebten Platz bei der ukrainischen Meisterschaft in Donezk.

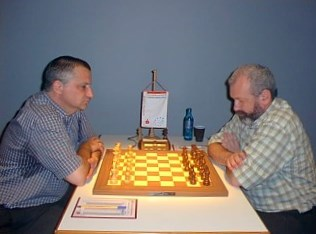
Negele - Boidman, 2003 in Dortmund bei den Dortmunder Schachtagen

Seit 1997 spielt Boidman für den Deutschen Schachbund. 2000 verlieh ihm die FIDE den Titel eines Internationalen Meisters. Eine der Normen hatte er sich beim M-Open 1999 in Gelsenkirchen erspielt, noch eine beim 5. Münch-Bräu-Open 2000 in Leutersdorf, bei dem er ungeschlagen gemeinsam mit Roman Slobodjan und Michail Iwanow Erster wurde. Im August 2000 gewann er das 4. Karl-Mala-Gedenkturnier in Frankfurt-Griesheim. Im folgenden Jahr wurde er Erster beim Rhein-Main-Open in Frankfurt.
Im Jahre 2003 siegte er beim Sparkassen A-Open in Dortmund. Beim Open de Sélestat teilte er den ersten Platz 2005 mit Alexei Barsov und 2006 mit Leonid Milov. Beim Ried-Open 2012 in Einhausen und Rheinland-Pfalz-Open 2013 in Worms wurde er Dritter, punktgleich mit weiteren Spielern. Im August 2014 gewann er mit 8 Punkten aus 9 die Offene Deutsche Senioren-Einzelmeisterschaft in Bad Neuenahr.
In der deutschen Schachbundesliga spielte Boidman von 2006 bis 2009 für den SC Remagen, außerdem spielte er in Deutschland auch schon für den SC Heimbach-Weis/Neuwied und den SV Andernach. In Belgien wurde Boidman 2004 mit dem KSK 47 Eynatten Meister, 2009, 2013 und 2018 mit den Schachfreunden Wirtzfeld. In Luxemburg spielt Boidman seit 1998 für De Sprénger Echternach, mit dem er 2005, 2009, 2011, 2013, 2015 und 2016 Mannschaftsmeister wurde. Am European Club Cup nahm Boidman 2003, 2011 und 2015 mit De Sprénger Echternach, 2004 mit dem KSK 47 Eynatten und 2013 mit den Schachfreunden Wirtzfeld teil.